# 中畑道子
中畑 道子（なかはた みちこ、1921年〈大正10年〉7月17日 - 1972年〈昭和47年〉10月16日）は、日本の女優。京都府出身。

## 来歴・人物
1921（大正10）年7月17日生まれ。京都出身。京都女学校卒。
夫は『チコタン』の作詞や『中学生日記』、『できるかな』などの脚本家として知られる蓬萊泰三。
1950年、毛利菊枝主宰の劇団くるみ座に入座。
1968年、『あしたこそ』（橋田壽賀子脚本）のヒロイン・摂子（藤田弓子）の母・ふみ役で第6回放送批評家賞（ギャラクシー賞）受賞第6回放送批評家賞（ギャラクシー賞）を受賞。
1970年に同劇団を退団。
1972年、『藍より青く』ではナレーションを担当するも、放映開始半年後に病気により降板（後任は丹阿弥谷津子）。その直後、同年10月16日13時45分心臓機能障害のため、東京都新宿区の前田外科病院にて逝去。51歳であった。尚、『藍より青く』のナレーションは10月28日放送分まで収録済みでそのまま放送し30日放送分より交代した。

## テレビドラマ
- 部長刑事（ABC）
- 日本の日蝕（1959年 NHK大阪、安部公房作、和田勉演出）※第14回芸術祭奨励賞受賞[注釈 1]
- ナショナル日曜観劇会 / 釜ヶ崎（1961年、ABC） - おかあちゃん ※第16回芸術祭大賞
- 文芸劇場 / しぶちん（1962年、NHK総合）
- 女系家族（1963年、毎日放送） - 君枝
- チコちゃん日記（1965年、NHK総合） - 母
- 連続テレビ小説（NHK総合）
  - あしたこそ（1968年）
  - 藍より青く（1972年） - ナレーション
- ごちそうさん（1969年、関西テレビ） - とし子
- 銀河ドラマ（NHK総合）
  - 赤ちゃん誕生（1970年） - 三田喜多子
  - 千鳥（1970年） - 竹之口ふさ
- 千葉周作 剣道まっしぐら 第18話「身をすててこそ…」（1971年、TBS）- おりく
- すし屋のケンちゃん（1971-72 TBS、国際放映）

## 映画
- 愛情屋台（1960年 記録映画社）
- 冷飯とおさんとちゃん（1965年 東映）
- 花の特攻隊　あゝ戦友よ（1970年 日活）
- 誰のために愛するか（1971年 東宝）